# Henri Guérard
Pour les articles homonymes, voir Guérard.
Henri Charles Guérard, né le 26 avril 1846 à Paris et mort le 24 mars 1897 dans le 9e arrondissement de cette même ville, est un peintre, graveur, lithographe et imprimeur français.

## Biographie
Henri Guérard naît au no 41 de la rue Bourbon Villeneuve (aujourd'hui rue d'Aboukir). Il est le fils de Charles-Étienne Guérard et de Marie Justine Augustine Ruel de Forge. 
Il est surtout connu comme graveur à l'eau-forte et lithographe. Il commence ses études à l'École nationale supérieure des beaux-arts de Paris en architecture, puis se dirige vers la peinture et la gravure, en 1870, sous la protection de Nicolas Berthon (1831–1888).
En avril 1873 paraît le premier numéro de Paris à l'eau-forte, journal hebdomadaire, d'actualité, curiosité et fantaisie, illustré d'eaux-fortes dont les fondateurs sont Richard Lesclide, rédacteur en chef, Frédéric Régamey, directeur des eaux-fortes, le docteur Paul Gachet, et Henri Guérard. La revue cessera en 1876. Ami de Manet, il fréquente le salon de Nina de Villard. Il pose pour Manet dans la toile intitulée Au Café, au côté de l'actrice Ellen Andrée.

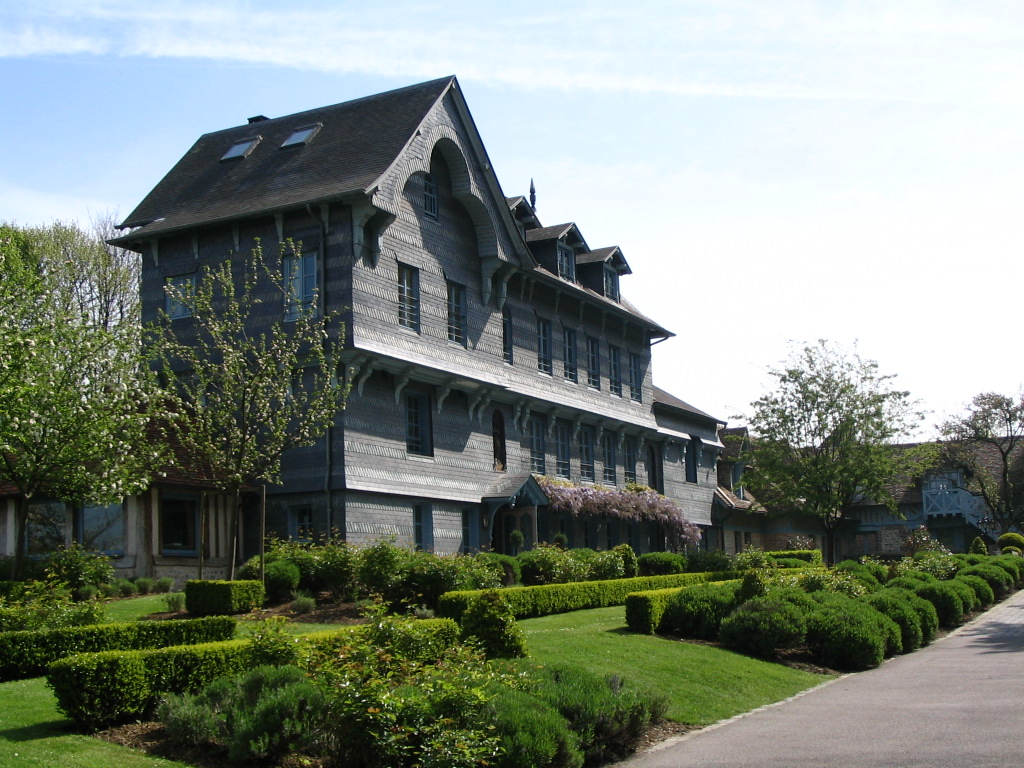
La ferme Saint-Siméon (Honfleur), lieu d'histoire de la peinture.

Il se marie en 1879 à Eva Gonzalès, peintre, élève, modèle et amie de Manet, qui laissera de son mari des portraits. En 1881, il illustre l'ouvrage de son beau-père Emmanuel Gonzalès, Les Caravanes de Scaramouche. Le couple se rend à la ferme Saint-Siméon, à Honfleur, où ils retrouvent leurs amis peintres : Félix Bracquemond, Félix Buhot, Cézanne, Adolphe-Félix Cals, Jules Chéret, Ernest Cabaner, Norbert Gœneutte.

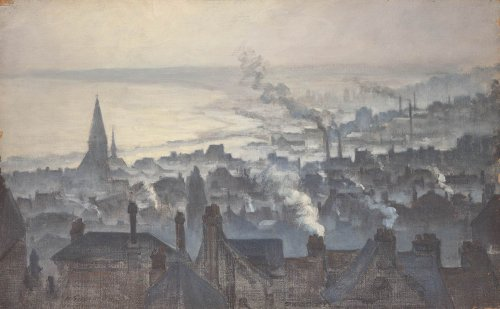
Henri Guérard, Honfleur.

Ils habitent 2 rue Bréda (aujourd'hui, Rue Henry-Monnier) et 4 avenue Frochot. Le couple est très lié au peintre Norbert Gœneutte, qui réalisera plusieurs portraits de la famille.
En 1883, Guérard participe à L'Art japonais, ouvrage de Louis Gonse, publié par la Maison Quantin. En avril, il publie Japonisme, un album de dix eaux-fortes chez Edmond Sagot. 
En 1889, il crée, avec son ami Félix Bracquemond, la Société des peintres-graveurs français qui expose à la galerie Durand-Ruel.
Guérard était un collectionneur de tout, des vieilles chaussures aux lanternes. Manet appréciait beaucoup son travail de gravure et le considérait comme le seul et meilleur graveur à l'eau-forte[réf. nécessaire].

### Distinctions
- Chevalier de la Légion d'honneur (1893[2])

### Mariages et descendance
Henri Guérard se marie en 1879 en premières noces avec l'artiste peintre Eva Gonzalès (1847-1883), fille du romancier, feuilletoniste et dramaturge Emmanuel Gonzalès (†1887). Elle meurt à l'âge de 36 ans d'une embolie à la suite de l'accouchement d'un fils :
- Jean Raymond (né le 19 avril 1883), futur peintre et décorateur de théâtre[3].

Le 17 septembre 1888, à la mairie du 9e arrondissement, il prend en secondes noces pour épouse sa belle-sœur Jeanne Gonzalès (1852-1924), également artiste peintre.

Édouard Manet : Portrait d'Eva Gonzalès dans l'atelier de Manet, 1870, Londres, National Gallery
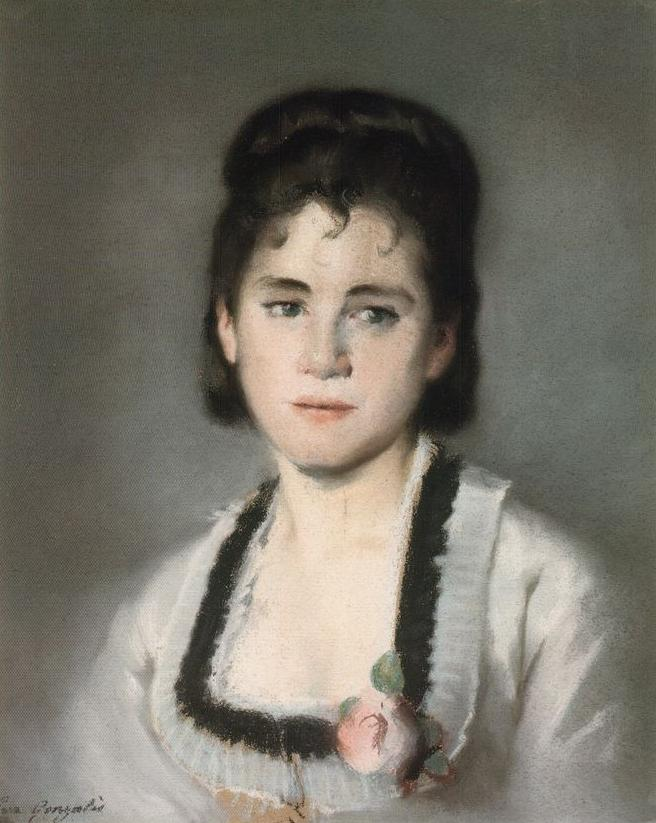
Eva Gonzalès : Portrait de Jeanne Gonzalès, sœur cadette de l'artiste, vers 1869-1870
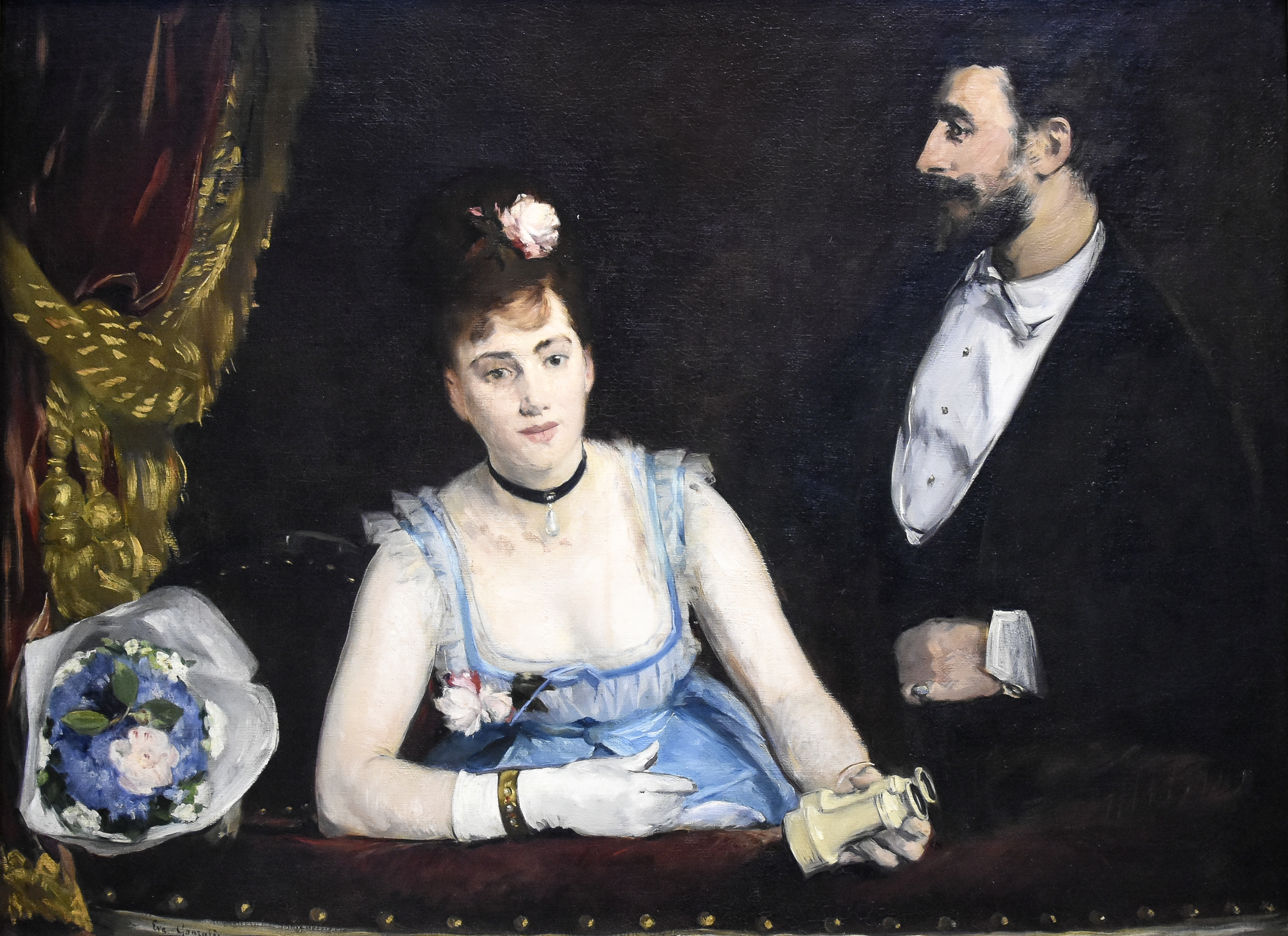
Eva Gonzalès : Une loge aux Italiens (Jeanne Gonzalèz et Henri Guérard[3]), 1874, Paris, musée d'Orsay.
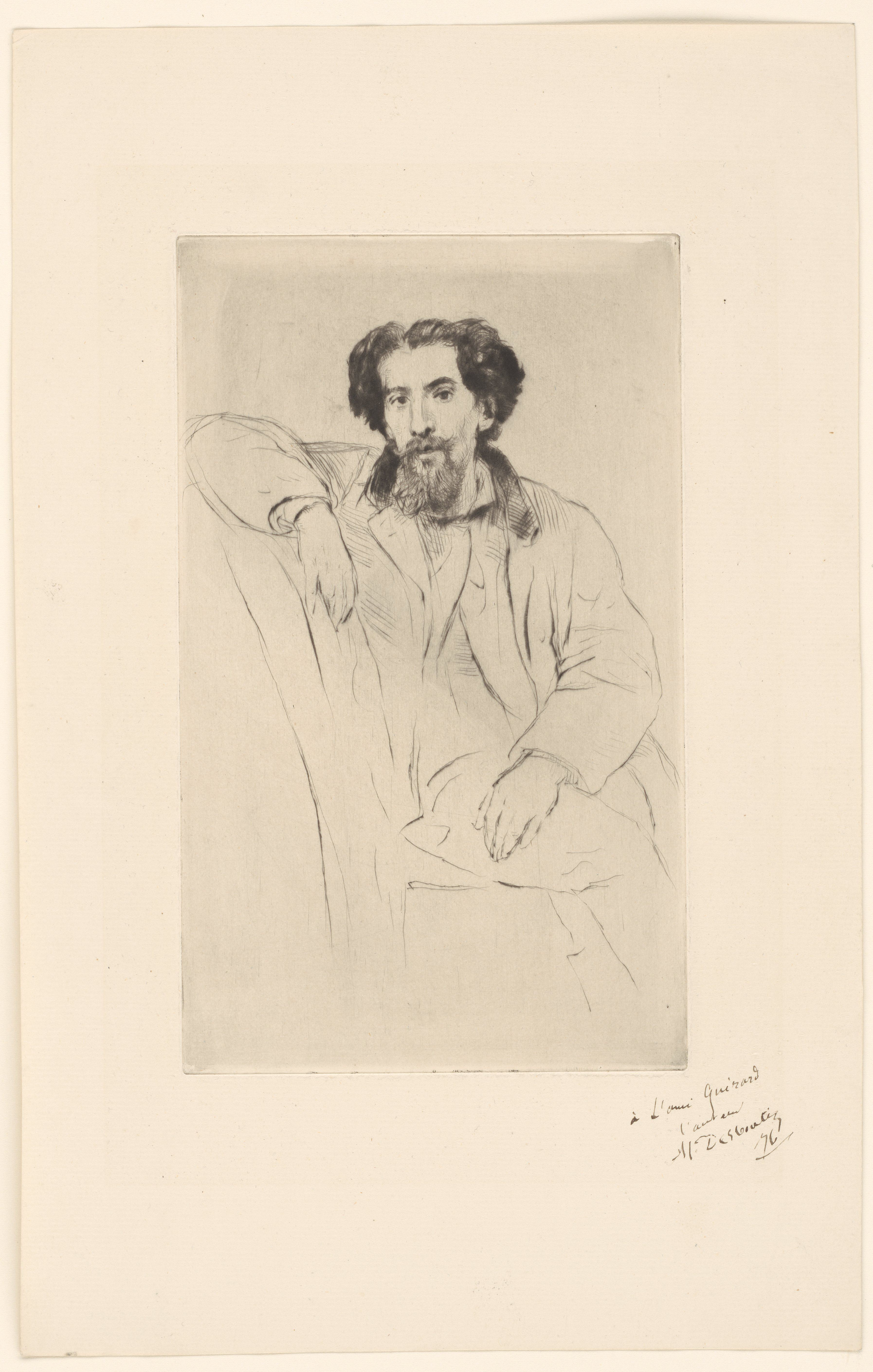
Marcellin Desboutin : Portrait de Henri Guérard, dédicacé, 1876

## Œuvres
(Liste non exhaustive)

### Dessins, aquarelles, pastels

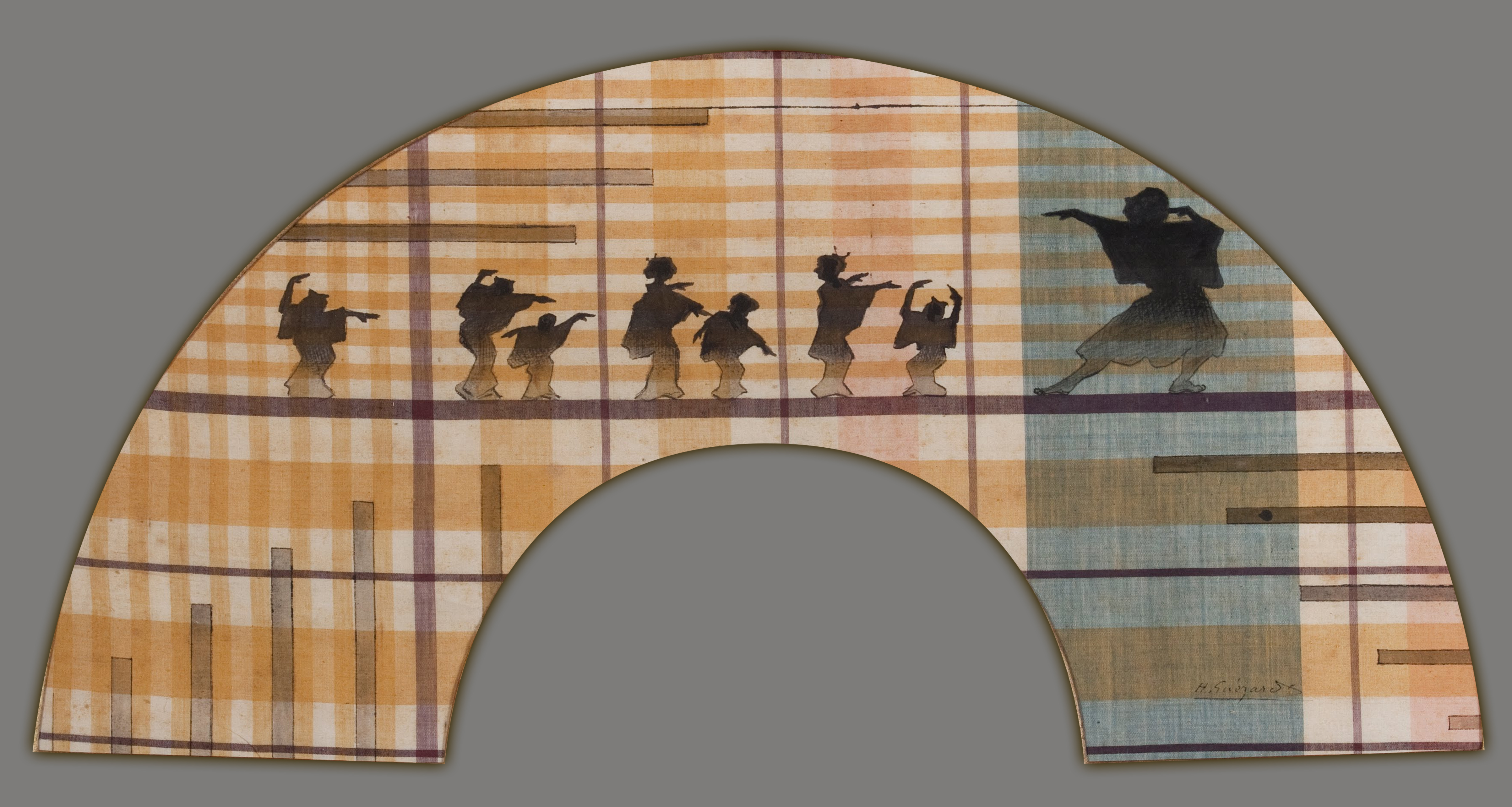
Éventail, 1885.

- 1885 : Éventail ; dessin encre noire, eau et couleurs, feuille de métal sur tissu à motif en couleurs ; dimensions : 19 cm × 60,3 cm don Elizabeth Caroll Sheares 2004 — Zimmerli Art Museum, université Rutgers.
- vers 1895 : Coquelicots et papillons ; Dessin, aquarelle, gouache, tissu rose (demi cercle) dimensions : 31 cm × 59,5 cm (vente France 6 décembre 2007)
- ND : Chat guettant des crabes ; Dessin, aquarelle, lavis, encre de Chine, gouache ; dimensions : 18 cm × 60 cm (vente France 14 février 1996 Picard lot no 151)
- ND : Étude de chinoise dansant ; Dessin, aquarelle, papier ; dimensions : 22 cm × 18 cm (vente France 29 juin 2007)
- ND : Fan ; Dessin, aquarelle, encre ; dimensions : 28,96 cm × 58,42 cm (vente États-Unis 13 mars 2004)
- ND : Tête de chat noir ; Dessin, aquarelle, encre de Chine ; dimensions : 15 cm × 10 cm (vente France 27 septembre 2003)
- ND : Oiseaux ; Dessin, aquarelle, lavis, encre de Chine, gouache ; dimensions : 18 cm × 60 cm (vente France 14 février 1996)
- ND : Feuille de marronnier ; Dessin, aquarelle, crachis sur soie ; dimensions : 27,5 cm × 41 cm (vente France 14 février 1996)

### Gravures, estampes, lithographies

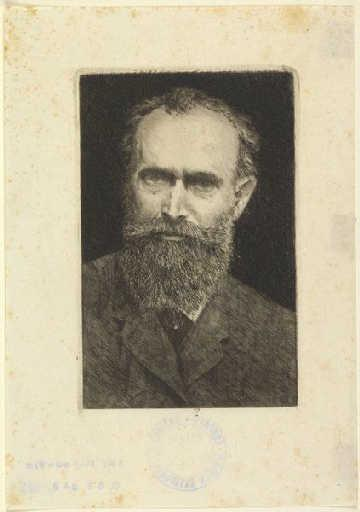
Portrait d'Édouard Manet, eau forte, 1884.

L'œuvre gravée de Guérard est composée de près de 500 pièces originales et d'interprétation empruntant à diverses techniques : eau-forte, vernis mou, pointe sèche, manière noire, monotype, bois.
- 1868 c : Les Bulles de savon, gravure, eau-forte ; d'Édouard Manet, tirée par Guérard ; dimensions : 29 cm × 20,9 cm (Collection Putman États-Unis)
- 1871 : Ligne de front de la boucherie, imprimé par Henri Charles Guérard dessin d'Édouard Manet (Institut d'art de Chicago)
- 1874 : Port du Havre ; Estampe, eau-forte ; s.d. ; dimensions : 11 cm × 13 cm (vente Pays-Bas 1er décembre 2005)
- 1875 c : Manet, gravure ; S ; dimensions : 18,4 cm × 16 cm (musée des beaux-arts de San Francisco, 1986.1.1.12)
- 1875 c :  Vie encore' ou  Sill Life, gravure originale ; S ; dimensions : × (vente États-Unis)
- 1876 : Lisière d'un bois vendéen, d'après un dessin de Victor Hugo
- 1876 : Une forêt dans le bocage d'après un dessin de Victor Hugo
- 1876 : Étude de chiens, gravure, eau-forte ; s.d. ; dimensions : 28 cm × 19 cm : 19,5 cm × 13 cm
- 1876 : Voilier échoué ; gravure, eau-forte. Parue dans : Paris à l'Eau-forteSD ; dimensions : 28 cm × 19,5 cm : 22,5 cm × 16 cm
- 1876 : Polichinelle d'après Meissonier, gravure, S ; dimensions : 13,3 cm × 9 cm : 9 cm × 5,7 cm (acquis Gift of Bernard Derroitte and Sonia Kupfer en mémoire de Celine Derroitt, Cleveland museum of art no 2006.193)
- 1877 :  Faure dans le rôle d'Hamlet, gravure ; s.d. ; dimensions : × (Institut d'art de Chicago)
- 1882 :  Invitation à dîner ou Dîner Dentu ; eau-forte, aquatinte ; S ; dimensions : feuille:H13,1 cm × 16,9 cm : (don de Louise S. Richards no 2005.281 Cleveland museum of art) : (singe renversant un encrier est la première des 6 invitations pour les dîners Dentu premier éditeur de la Société des gens de lettres
- 1882 :  Jeanne ; Dessin d'Édouard Manet, mordue et aquatintée par Guérard ; S ; dimensions : 29,8 cm × 20,9 cm (Collection Putman États-Unis)
- 1883 c : Le Bassin de Dieppe, gravure ; S ; dimensions : × (Institut d'art de Chicago)
- 1883 : Mère de Whistler, gravure ; s.d. ; dimensions : × (Institut d'art de Chicago)
- 1884 :  Manet ; eau-forte ; s.d. ; Dim feille ; 26,2 cm × 18,4 cm : Dim imp : 18,8 cm × 11,8 cm ; inscription : lettre au-dessus du sujet à droite H Guerard Musée national du Château de Compiègne entrée en 1953 et acquis en 1954 de Ingrand Bellet n° inv. C53.049/245 ; planche pour Manet par E. Bazine chez A. Quantin 1884 (Institut d'art de Chicago)
- 1884 :  Le Buveur d'eau, gravure ; s.d. ; dimensions : × (Institut d'art de Chicago)
- 1887 :  Polichinelle de trois-quart à droite, gravure, ; S ; dimensions : 20,5 cm × 11,1 cm : 16 cm × 8 cm (Cleveland museum of art ; Acquis Gift Elizabeth Caroll Shearer en mémoire de Heater Lemonedes no 2006.191)
- 1888 c :  Elephant and Monkey ; Estampe, affiche eau-forte et aquatinte ; S ; dimensions : 18,42 cm × 23,02 cm plaque : 33,34 cm × 45,24 cm feuille (Collection Minneapolis Institute of Arts collection Gift de Herschel V. Jones 1916
- 1888 :  Polichinelle sur des échasses ; gravure ; S ; dimensions : 27,5 cm × 8,9 cm : 26,2 cm × 7,7 cm (Acquis de Gift of Elizabeth Carrol Shearer en mémoire de Robert Lundie Shearer no 2006.192 ; The Cleveland museum of art)
- 1888 :  Portrait de Whistler, gravure ; s.d. ; dimensions : × (Institut d'art de Chicago)
- 1888 :  Voiliers sur l'eau, gravure ; s.d. ; dimensions : × (Institut d'art de Chicago)
- 1890 :  Autoportrait, préparant une eau-forte, gravure ; s.d. ; dimensions : × (Institut d'art de Chicago)
- 1893 :  Les Lapins ; gravure ; s.d. ; dimensions : 59,5 cm × 42,2 cm : Image:33 cm × 23,1 cm (acquis de Gift Elizabeth Caroll Shearer en mémoire de Robert Lundie Shearer no 1992.243 ; Cleveland museum of art)
- 1894 : Le Comte Robert de Montesquiou-Fezensac, gravure, eau-forte et pointe sèche sur papier vergé crème s.d. ; Dim plaque ; 25 cm × 17,8 cm : feuille : 26,3 cm × 19,2 cm (Institut d'art de Chicago)
- 1894 : Bateau dans le brouillard ; Estampe, roulette gris bleuté sur vergé ivoire ; s.d. ; dimensions : × (Vente France 4 avril 2002)
- 1895 : Nature morte avec pommes ; Estampe, eau-forte, aquatinte couleur ; s.d. ; dimensions : 27,5 cm × 38 cm (vente États-Unis 11 novembre 1999 Swann Galeries lot no 184)
- 1897 : Tête de jeune fille, gravure, sanguine publiée dans la Gazette des Beaux-Arts ; s.d. ; Dim feuille ; 26 cm × 18 cm : image : h/21,5 cm × 13,5 cm ref Bertin no 110 Sanchez & Seydoux 1897-13)
- ND : Tête de femme ; eau-forte, papier brun ; cachet MTbd ; dimensions : 28 cm × 21 cm (musée des beaux-arts de Troyes acquis en 1978 de Mme Paul Sarthou, N°inv:78.9.46)
- ND :  Le Port de Dieppe la nuit ; lithographie, papier ; Signébg, Tamponbg, Monogramme ; dimensions : 29,7 cm × 47,9 cm : 45,2 cm × 64,5 cm Musée du château Dieppe, acquis en 2000 n°inv:2000.9.1 ;1E71 n°de classement
- ND : Andréa Mantegna ; estampe ; S ; dimensions : 20,5 cm × 28,1 cm (Library and Archives Canada n° A254-01 n°pièce attribué par BAC71217)
- ND : Andréa Montegna ; eau-forte originale ref CB 576 V/V ; publiée dans : La Gazette des Arts Feuille ; 274 × 179 mm : coup de planche : 235 × 160 mm (vente Ebay) d'après un médaillon en haut relief de Savelli Sperandio, église de San Andra à Mantoue.
- ND : Bateaux à voiles sur l'eau ; Eau-forte et manière noire en brun ; cachet monogramme rouge (Lugt1157) dimensions : 14,7 cm × 20,4 cm (vente Galerie des Beaux-Arts Francfort-sur-Main Allemagne)
- ND : Partie d'échec d'après Hokusai
- ND : Rue la Chevert
- ND : Portrait de ma mère, gravure ; dimensions : 16,6 cm × 19,7 cm (musée des beaux-arts de San Francisco, don de George Hopper Fitch 1981.1.142
- ND : H. Guérard fait son exposition à la Bodinière, lithographie, dimensions : H30,5 cm × 23 cm Imprimé par Verlag von Gerhard Kuhtmann Dresde 1897
- ND : Bal à l'Opéra ; Estampe ; S ; dimensions : ×
- ND : La Queue, au théâtre comique de l'Ambigu, estampe ; S ; dimensions : ×
- ND : James Abbott McNeill Whistler, eau-forte ; S ; dimensions : × (Museum de New Zealand)
- ND : James McNeil Whistler, gravure ; S ; dimensions : (Acquis Gift of M. and Mrs Ralph King, Cleveland museum of artN° 1924.85)
- ND : Patineurs sur le lac d'Annecy ; pointe sèche ; S ; dimensions : 18 cm × 27,5 cm (collection Paul Payot, conseil général de la Haute-Savoie)
- ND : Japonisme ;Gravure, aquatinte ; S ; dimensions : 25,9 cm × 17,5 cm (collection Avery Samuel Putman, États-Unis)
- ND : Oiseau japonisant ; gravure, sans titre ; S ; dimensions : H32cm × 26,4 cm (collection Philippe Burty, Avery Samuel Putman, États-Unis)
- ND : Japonisme, dix eaux-fortes ; Gravure ; S ; dimensions : 32 cm × 26,4 cm (collection Ph. Burty, Avery Samuel Putman États-Unis)
- ND : La Balayeuse ; Eau-forte aquatinte ; S ; dimensions : (vente Ebaye provenance Institut d'art de Chicago)

### Lettres
- ND :  à Paul Gallimard Fondation Custodia, LAS s.l.n.d. n°inv : 2002-A.142
- 1882 :  à Philippe Burty ; Fondation Custodia, LAS ill; d'une eau-forte, s.d[6]. (11.1), 3 LAS, Dieppe, s.d., 13-IV-1882 et 5-III-1883 (écrite ensemble avec Louis Jean Emmanuel Gonzalès (1815–1887) à Philippe Burty (1830–1890) N° Inv: 2003-A.1101/1104

### Peintures
- 1863 : Bords de rivière animés; hst: dimensions 32X45.5 (vente France 30 juin 2019; Eric Pillon, lot nr.29)
- 1870 : Le Puits ; hst[7] ; s.d. ; dimensions : × (1re exposition au Salon des artistes français)
- 1890 c : L'Éventail ; hstissu et métal ; S ; dimensions : 19 cm × 60,3 cm (acquis par Elizabeth Caroll Shearer en mémoire de Dr Mary Ann Caroll no 2004.71 Cleveland museum of art)
- 1891 : Wagonnets, Honfleur ; hst ; s.d. ; dimensions : × (exposée au théâtre d'Application, n° expo : 201
- ND : Le Port de Dieppe la nuit ; hst ; S et Situé Bassin Duquesne bg ; dimensions : 30 cm × 48 cm. Propriété de la ville de Dieppe, acquis 1982 n°inv:982.7.1. ; 5255(MD, crédit photo RMN ; Buloz[Lequel ?])
- ND : Le 14 juillet sur une plage normande ; Fête nationale ; hst ; Sbg ; dimensions : 46 cm × 56 cm (étiquette au dos de la galerie Antoine Laurentin 45 rue Sainte-Anne 75002 Paris no 990902 ; Château-musée de Dieppe acquis en 2000, n°inv : 2000.8.1
- ND : La Pie ; hst (soie) ; S ; dimensions : 57 cm × 30 cm projet d'éventail
- ND :  Port de pêche ; hst ; S ; dimensions : 31 cm × 48,5 cm (vente France 26 Oct 1992)
- ND : Le Pont Royal ; hst ; S ; dimensions : 22 cm × 30 cm (vente France 29 avril 1998)
- ND : Honfleur, la place du marché et de l'église Sainte-Catherine ; hst ; S ; Diom ; 33 cm × L/22,5 cm (vente France 6 décembre 1998)
- ND :  Nature morte ; hst ;S ; dimensions : 33 cm × 24 cm (vente France 13 décembre 1989)
- ND :  Port au large de la côte d'Honfleur ; hst ; Set localisée ; dimensions : ×
- ND :  Le Renard guettant la pie blessée ; hst. S ; dimensions : 90 cm × 150 cm (vente France 18 mai 2009, Millon et associés, lot 435)
- ND :  Paysage au moulin ; hst ; S ; dimensions : 61 cm × 90 cm (vente France 14 juin 2008)

### Illustrations
- 1876 : Les Cloches d'Edgar Poë, poème, traduction libre d'Émile Blémont 4 eaux-fortes de Guérard, Paris Librairie de l'Eau-forte 1876 in-4°, veau bleu, guirlande dorée, tirée à 100ex sur Hollande, eaux-fortes sur Japon
- 1881 : Les Caravanes de Scaramouche de Emmanuel Gonzalès, Paris, E. Dentu, eaux-fortes et vignettes de Henri Guérard, gendre de l'auteur
- 1883 : L'Art japonais de Louis Gonse, éditeur A ; Quantin, 3 vol~ I:32 planches hors texte : II:32 planches hors texte ; nombreuses gravures dans le texte Les hors texte se composent de 13 eaux-fortes, 21 héliogravures, 2 gravures typographiques en noir et or, 10 chromolithographies et 18 aquarelles reproduites en chromotypographie, quelques-unes signées de Firmin Gillot
- 1884 : Manet par E. Bazine, chez A. Quantin
- 1887 : L'Art chinois de Maurice Paléologue, Paris : chez A. Quantin
- ND : La Gazette des Beaux-Arts
- ND : Henri Charles Guérard par lui-même ; 108 gravures originales (WorldCat no 79965177)

### Sculptures
- 1895 : Les Lapins, sculpture volume en bois (vente France 28 février 1990)

## Expositions

### Salons
- 1870 : Salon des artistes français : Le Puits, hst, 1re exposition
- 1890 : Salon de la Société des peintres-graveurs, à la galerie Durand-Ruel, catalogue rédigé par Philippe Burty
- 1891 : Salon de la Société des peintres-graveurs, à la galerie Durand-Ruel, catalogue rédigé par Roger Marx
- 1892 : Salon de la Société des peintres-graveurs, à la galerie Durand-Ruel,

### Galeries, expositions
- 1888 : galerie Bernheim-Jeune, décembre-janvier 1889.
- 1891 : théâtre d'Application : du 26 mai au 10 juin, eaux-fortes, panneau au fer orné, éventails. Wagonnets, Honfleur, hst, n° exposition 201.
- 1894 : Société Nationale des Beaux Arts, exposition d'une gravure intitulée Entrée de serrure pour meubles[8].
- 1896 : galerie de La Bodinière du 11 au 30 mai (catalogue).
- 2000 : galerie Antoine Laurentin, janvier-avril ; dont Le 14 juillet sur une plage normande, huile sur toile.

### Musées, monuments
- Cleveland Museum of Art ; États-Unis : Polichinelle sur des échasses, gravure : Polichinelle de trois-quart à droite, gravure : Polichinelle d'après Meissonier ; gravure : James McNeil Whistler, gravure : Les Lapins, gravure : L'Éventail peinture sur tissu et métal :  Invitation à dîner ou Dîner Dentu, eau-forte -
- Minneapolis Institute of Art, États-Unis : Elephant and Monkey ; Estampe
- Musée d'Art moderne de San Francisco, États-Unis : Manet, gravure : Portrait de ma mère, gravure
- Art Institute of Chicago, États-Unis : Ligne de front de la boucherie, gravure : Le Comte Robert de Montesquiou-Fezensac, gravure : Faure dans le rôle d'Hamlet, gravure : Portrait de Manet, gravure : Portrait de Whistler, gravure : Voiliers sur l'eau, gravure, autoportrait préparant une eau-forte, gravure : Le Bassin de Dieppe, gravure : Le Buveur d'eau, gravure : Mère de Whistler, gravure :
- Château de Dieppe, Seine-Maritime ; Le Port de Dieppe la nuit ; Lithographie : Le Port de Dieppe la nuit hst
- Musée Saint-Loup, Aube : Tête de femme, eau-forte
- Musée national du Château de Compiègne ; Oise ; Manet, eau-forte
- Bibliothèque et Archives Canada ; Andrea Mantegna ; estampe
- Museum Te Papa, à Wellington, Nouvelle-Zélande ; James McNeil Whistler, gravure
- Fondation Custodia ; Lettre à Paul Gallimard : Lettre illustrée à Burty
- Conseil départemental de la Haute-Savoie, Annecy : Patineurs sur le lac d'Annecy, gravure